# Bryan Bouffier
Bryan Bouffier (ur. 1 grudnia 1978 w Die) – francuski kierowca rajdowy, rajdowy Mistrz Francji, trzykrotny rajdowy Mistrz Polski.
W 2007 i 2008 jeżdżąc Peugeotem 207 S2000 w parze z pilotem Xavierem Panserim, zwyciężył w klasyfikacji generalnej Rajdowych Samochodowych Mistrzostwach Polski, zdobywając tytuł Mistrza Polski. W 2009 ponownie został Rajdowym Mistrzem Polski, jeżdżąc Mitsubishi Lancer Evo IX. W 2010 startując Peugeotem 207 S2000 zdobył tytuł Mistrza Francji na nawierzchniach asfaltowych oraz zajął trzecie miejsce w Mistrzostwach Polski. W 2011 wystartował w pełnym cyklu Intercontinental Rally Challenge, w którym wygrał jedną rundę – Rajd Monte Carlo, został także wicemistrzem Polski. W sezonie 2012 startował głównie we Francji (mistrzostwa asfaltowe), a w 2013 w mistrzostwach Europy, gdzie zajął drugie miejsce wygrywając jedną z rund (Rajd Korsyki). W 2014 roku po raz pierwszy stanął na podium Rajdowych Mistrzostw Świata, zajmując drugie miejsce w inaugurującym sezon Rajdzie Monte Carlo.
Jego ojciec Phillippe był rajdowcem do 1999, kiedy zakończył starty, aby pomóc synowi w trudnych początkach kariery.

## Zwycięstwa i sukcesy
- 2007 – Rajd Rzeszowski, Rajd Subaru, Rajd Nikon, Rajd Orlen, klasyfikacja generalna Rajdowych Samochodowych Mistrzostwach Polski.
- 2008 – Rajd Krakowski, Rajd Elmot, Rajd Subaru, Rajd Karkonoski, Rajd Dolnośląski, klasyfikacja generalna Rajdowych Samochodowych Mistrzostwach Polski.
- 2009 – Rajd Karkonoski, klasyfikacja generalna Rajdowych Samochodowych Mistrzostwach Polski.
- 2010 – Rajd Rzeszowski, Rajd Koszyc, Rajd Dolnośląski, klasyfikacja generalna w Rajdowych Mistrzostwach Francji.
- 2011 – Rajd Monte Carlo, Rajd Świdnicki, Rajd Karkonoski, Rajd Rzeszowski, Rajd Dolnośląski.
- 2013 – Rajd Korsyki

## Starty w rajdach WRC
| Sezon | Zespół                                          | Samochód                                          | 1      | 2       | 3        | 4          | 5          | 6          | 7             | 8         | 9         | 10              | 11              | 12              | 13              | 14        | 15       | 16              | Punkty | Miejsce |
| ----- | ----------------------------------------------- | ------------------------------------------------- | ------ | ------- | -------- | ---------- | ---------- | ---------- | ------------- | --------- | --------- | --------------- | --------------- | --------------- | --------------- | --------- | -------- | --------------- | ------ | ------- |
| 2007  | PH Sport                                        | Citroën C2 R2                                     | Monako | Szwecja | Norwegia | Meksyk     | Portugalia | Argentyna  | 29            | Grecja    | Finlandia | Niemcy          | Nowa Zelandia   | Hiszpania       | Francja         | Japonia   | Irlandia | Wielka Brytania | 0      | -       |
| 2012  | Bryan Bouffier                                  | Peugeot 207 S2000                                 | 15     | Szwecja | Meksyk   | Portugalia | Argentyna  | Grecja     | Nowa Zelandia | Finlandia | Niemcy    | Wielka Brytania | Francja         | Włochy          | Hiszpania       |           |          |                 | 0      | -       |
| 2013  | Bryan Bouffier                                  | Citroën DS3 WRC Citroën DS3 R3T                   | 5      | Szwecja | Meksyk   | 13         | Argentyna  | Grecja     | 31            | Finlandia | Niemcy    | Australia       | Francja         | Hiszpania       | NU              |           |          |                 | 10     | 14.     |
| 2014  | M-Sport WRT Bryan Bouffier Hyundai Motorsport N | Ford Fiesta RS WRC Ford Fiesta R5 Hyundai i20 WRC | 2      | Szwecja | Meksyk   | Portugalia | Argentyna  | Włochy     | 14            | Finlandia | NU        | Australia       | 9               | Hiszpania       | Wielka Brytania |           |          |                 | 20     | 12.     |
| 2015  | M-Sport WRT Bryan Bouffier                      | Ford Fiesta RS WRC Peugeot 208 T16                | NU     | Szwecja | Meksyk   | Argentyna  | Portugalia | Włochy     | Polska        | Finlandia | NU        | Australia       | 8               | Hiszpania       | Wielka Brytania |           |          |                 | 4      | 23.     |
| 2016  | M-Sport WRT Bryan Bouffier                      | Ford Fiesta RS WRC Citroën DS3 R5                 | NU     | Szwecja | Meksyk   | Argentyna  | Portugalia | Włochy     | Polska        | Finlandia | Niemcy    |                 | NU              | Hiszpania       | Wielka Brytania | Australia |          |                 | 0      | -       |
| 2017  | Gemini Clinic Rally Team                        | Ford Fiesta R5                                    | 10     | Szwecja | Meksyk   | NU         | Argentyna  | Portugalia | Włochy        | Polska    | Finlandia | Niemcy          | Hiszpania       | Wielka Brytania | Australia       |           |          |                 | 1      | 26.     |
| 2018  | M-Sport Ford WRT                                | Ford Fiesta WRC                                   | 8      | Szwecja | Meksyk   | NU         | Argentyna  | Portugalia | Włochy        | Finlandia | Niemcy    | Turcja          | Wielka Brytania | Hiszpania       | Australia       |           |          |                 |        |         |